# Japananus
Japananus — рід цикадок із ряду клопів.

## Опис
Цикадки розміром 4—7 мм. Стрункі, з гострокутним виступаючим тіменем. Виключно на кленах. Для СРСР вказувалося 2 види.

## Систематика
У складі роду:
- Japananus hyalinus Osborn, 1900 — Приморський край